# 我们这片土地
《我们这片土地》（英語：This Land of Ours）是特克斯和凯科斯群岛的“国家歌曲”（national song），由康拉德·霍威尔牧师（1962年12月12日—2015年9月11日）创作。由于该地为英国海外领土，其正式国歌仍为《天佑国王》。